# Cristian Deville
Cristian Deville nació el 3 de enero de 1981 en Cavalese (Italia), es un esquiador que tiene 1 victoria en la Copa del Mundo de Esquí Alpino (con un total de 4 podiums).

## Resultados

### Campeonatos Mundiales
- 2011 en Garmisch-Partenkirchen, Alemania
  - Eslalon: 7.º

### Copa del Mundo

#### Clasificación general Copa del Mundo
- 2003-2004: 121.º
- 2004-2005: 84.°
- 2005-2006: 74.º
- 2006-2007: 54.°
- 2007-2008: 39.º
- 2008-2009: 86.º
- 2009-2010: 83.º
- 2010-2011: 36.º
- 2011-2012: 23.º
- 2012-2013: 73.º
- 2013-2014: 93.º
- 2014-2015: 109.º

#### Clasificación por disciplinas (Top-10)
- 2011-2012:
  - Eslalon: 4.º

#### Victorias en la Copa del Mundo (1)

##### Eslalon (1)
| Fecha               | Lugar     |
| ------------------- | --------- |
| 22 de enero de 2012 | Kitzbühel |